# 塊斑寶螺
塊斑寶螺（学名：Cypraea stolida）为寶螺科下的一个物种。舊屬寶螺屬，今屬块斑宝贝属，而且是該屬的模式種。